# Allsvenskan de 1970
A Primeira Divisão do Campeonato Sueco de Futebol da temporada 1970, denominada oficialmente de Allsvenskan 1970, foi a 46º edição da principal divisão do futebol sueco. O campeão foi o Malmö FF que conquistou seu 8º título na história da competição.

## Classificação final
| Pos. | Equipe         | J  | V  | E | D  | GP | GC | Pts | SG  |
| ---- | -------------- | -- | -- | - | -- | -- | -- | --- | --- |
| 1    | Malmö FF       | 22 | 11 | 7 | 4  | 30 | 20 | 29  | +10 |
| 2    | Åtvidabergs FF | 22 | 12 | 4 | 6  | 40 | 29 | 28  | +11 |
| 3    | Djurgårdens IF | 22 | 8  | 8 | 6  | 35 | 29 | 24  | +6  |
| 4    | IF Elfsborg    | 22 | 8  | 8 | 6  | 30 | 31 | 24  | -1  |
| 5    | Hammarby IF    | 22 | 8  | 7 | 7  | 33 | 32 | 23  | +1  |
| 6    | IFK Norrköping | 22 | 7  | 8 | 7  | 33 | 22 | 22  | +11 |
| 7    | Östers IF      | 22 | 7  | 7 | 8  | 29 | 30 | 21  | -1  |
| 8    | Örebro SK      | 22 | 9  | 2 | 11 | 31 | 24 | 20  | +7  |
| 9    | AIK Fotboll    | 22 | 7  | 6 | 9  | 17 | 24 | 20  | -7  |
| 10   | Örgryte IS     | 22 | 6  | 8 | 8  | 25 | 35 | 20  | -10 |
| 11   | IFK Göteborg   | 22 | 6  | 5 | 11 | 28 | 36 | 17  | -8  |
| 12   | GAIS           | 22 | 5  | 6 | 11 | 27 | 46 | 16  | -19 |

## Premiação
| Allsvenskan 1970             |
| Sweden                       |
| ---------------------------- |
| MALMÖ FF Campeão (8º título) |